# Thyreodon alayoi
Thyreodon alayoi är en stekelart som beskrevs av Fernandez Triana 2005. Thyreodon alayoi ingår i släktet Thyreodon och familjen brokparasitsteklar. Inga underarter finns listade i Catalogue of Life.